# Carl Oswald Rostosky

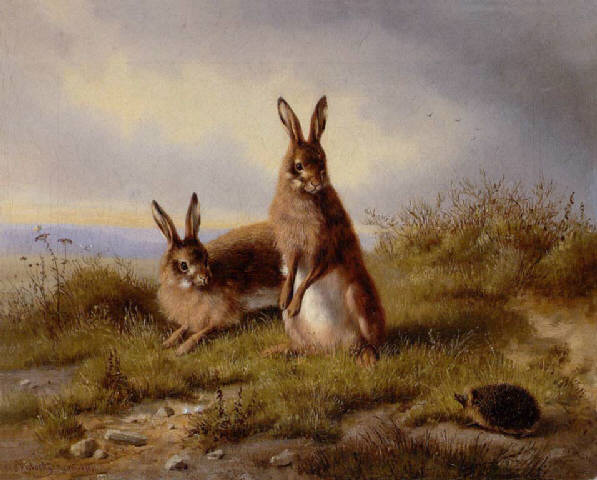
Zwei Kaninchen und ein Igel

Carl Oswald Rostosky (* 20. Juni 1839 in Leipzig; † 21. Juni 1868 in München) war ein deutscher Tiermaler, Holzschneider und Illustrator.
Rostosky erlernte in Leipzig den Beruf eines Holzschneiders. Nach dem Umzug nach München beschäftigte er sich auch mit der Tiermalerei, wahrscheinlich als Autodidakt oder Privatschüler, da er in den Matrikelbüchern der Münchner Akademie nicht eingetragen wurde. Er stellte sein erstes Ölbild „Die Mäusejagd“ 1862 im Münchener Kunstverein aus.
Hauptberuflich blieb er als Illustrator tätig, seine Werke erschienen in „Über Land und Meer“, in „Daheim“, in der „Gartenlaube“, in den „Fliegenden Blättern“ sowie im „Münchener Bilderbogen“. Er illustrierte auch Bücher.
Rostosky starb 1868 an Typhus im Alter von 29 Jahren in München.

## Grabstätte

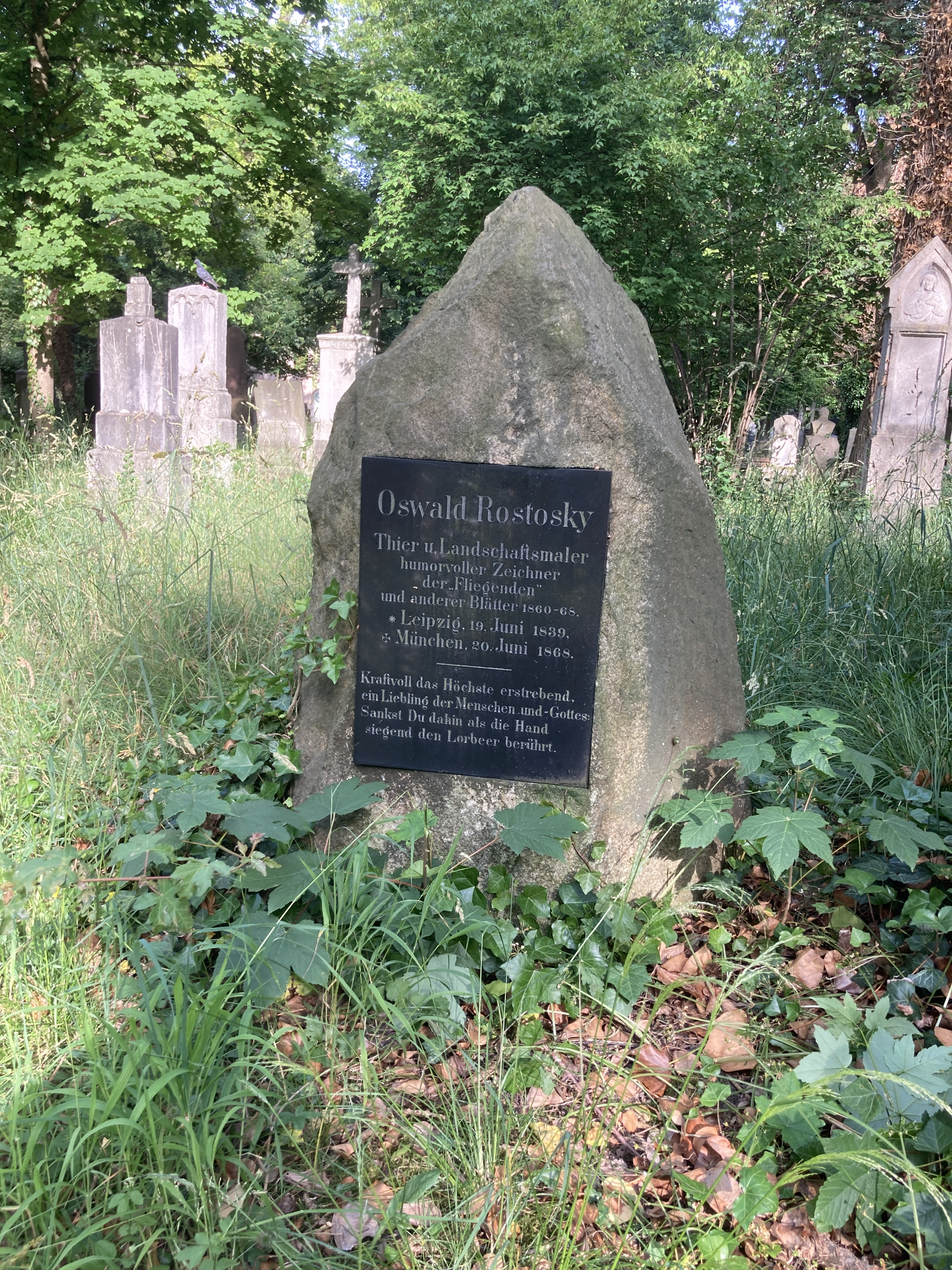
Grab von Carl Rostosky auf dem Alten Südlichen Friedhof in München

Die Grabstätte von Carl Rostosky befindet sich auf dem Alten Südlichen Friedhof in München (Gräberfeld 40 – Reihe 11 – Platz 30) Standort.

## Illustrierte Werke (Auswahl)
- Das Illustrirte Goldene Kinderbuch, O. Spamer Verlag Leipzig 1869
- Des Kindes schönster Fabelschatz,  O. Spamer Verlag Leipzig 1869
- Herrn Petermann's Jagdbuch oder Skizzen und Abenteuer aus den Jagdzügen des Herrn Petermann und seiner Freunde, Braun & Schneider Verlag  München

## Bilder
Auswahl

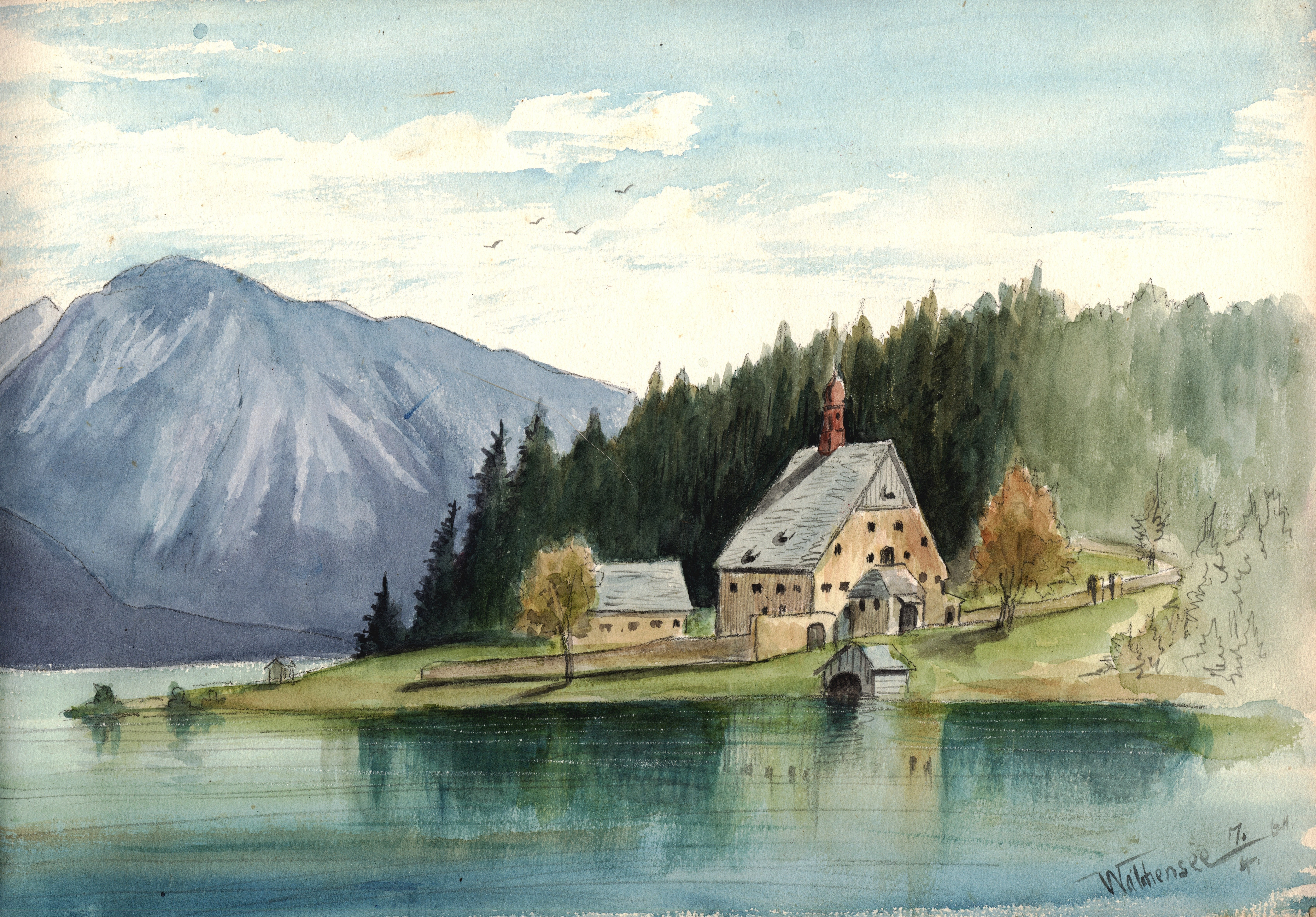
Aquarell aus einem Skizzenbuch, ca. 1864
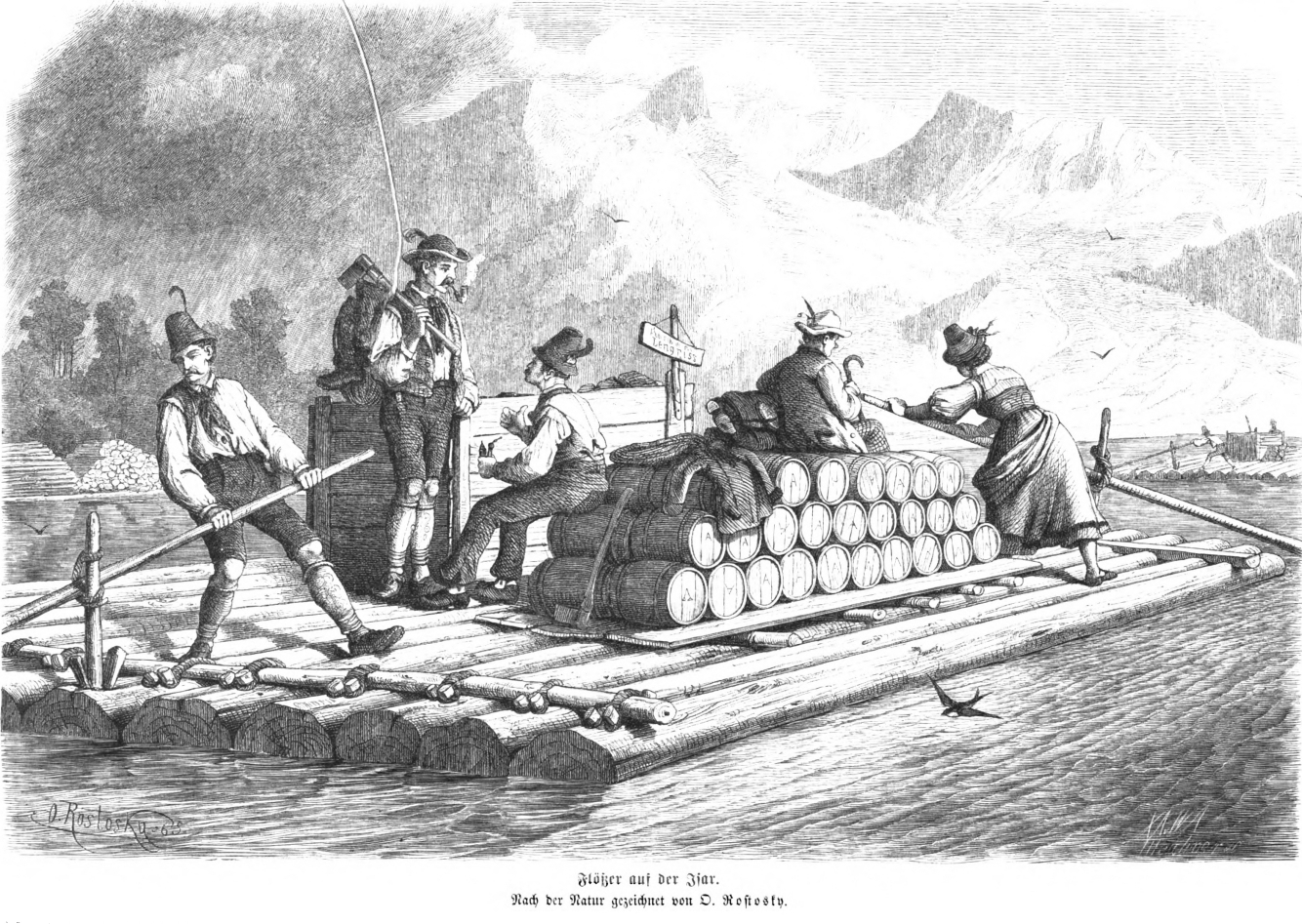
Flößer auf der Isar
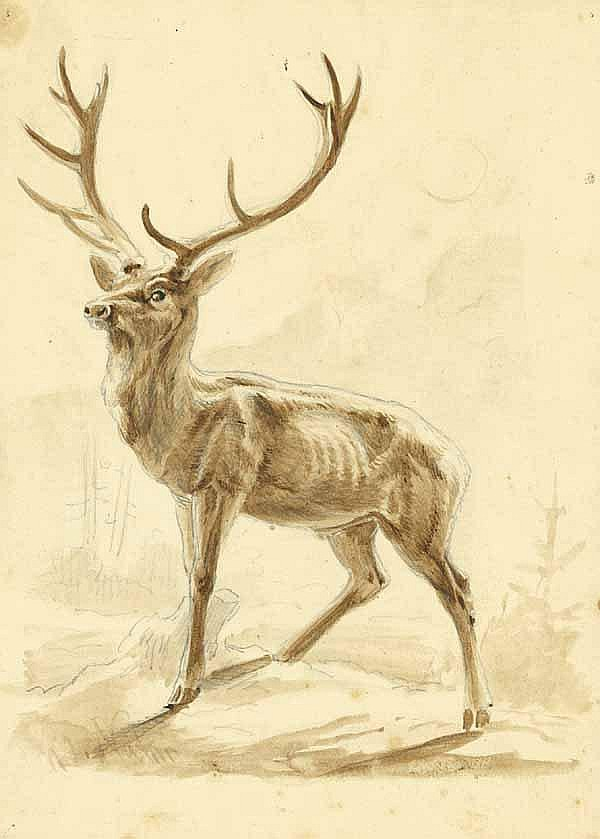
Hirsch, 1868